# Ciento veinte
El ciento veinte (120) es el número natural que sigue al 119 y precede al 121.

## En matemáticas
El ciento veinte es el factorial de 5, ya que es el producto de los 5 primeros números naturales: 120 = 1 × 2 × 3 × 4 × 5. 120 es la suma de un par de primos gemelos (59 + 61) y la suma de cuatro números primos consecutivos (23 + 29 + 31 + 37), cuatro potencias consecutivas de 2 (8 + 16 + 32 + 64), y cuatro potencias consecutivos de 3 (3 + 9 + 27 + 81). Es altamente compuesto, superabundante, y un número colosalmente abundante, con sus 16 divisores es el que más tiene de que cualquier número inferior a él, y también es el número más pequeño que tiene l divisores. Ciento veinte es el número más pequeño que aparece seis veces en el triángulo de Pascal. También el múltiplo más pequeño de 6 sin número primo adyacente, siendo adyacente a 119 = 7 × 17 y 121 = 112.
Es el octavo número hexagonal y el decimoquinto número triangular, así como la suma de los primeros ocho números triangulares, lo que lo convierte también en un número tetraédrico. 120 es divisible por los primeros 5 números triangulares y los primeros 4 números tetraédricos.
120 es el primer número multiperfecto de orden tres (un número triperfecto). La suma de sus factores (incluido uno y sí mismo) suma a 360; exactamente tres veces 120. Tengase en cuenta que los números perfectos son el orden dos por su propia definición.
120 es divisible por el número de números primos debajo de él, 30 en este caso. Sin embargo, no hay ningún número entero que tenga 120 como la suma de sus divisores propios, lo que hace que 120 sea un número intocable.
La suma de la función indicatriz de Euler φ (x) sobre los primeros diecinueve enteros es 120.
Los ángulos internos de un hexágono regular (uno donde todos los lados y todos los ángulos son iguales) son todos de 120 grados.
120 es un número de Harshad en la base 10.

## En ciencia
- El 120 es el número atómico del unbinilio, un elemento químico de la tabla periódica aún no descubierto.

## En otros campos
- El 120 es el número de teléfono médico en China
- En Austria, el número de teléfono para informar un accidente automovilístico en la carretera.[6]
- La escala TT, una escala para trenes en miniatura, es 1:120.
- El parlamento de Israel, el Knesset, tiene 120 escaños.
- El 120 es un número muy significativo en la Biblia, siendo el número de años que le dio Yahveh en el Génesis a los hombres y la edad a la que murió Moisés.

- En astrología, cuando dos planetas en la carta de una persona están a 120 grados uno del otro, esto se llama trígono, lo que supone buena suerte en la vida de esa persona.[7]